# 친위대 제29무장척탄병사단 러시아 국민해방군
친위대 제29무장척탄병사단 러시아 국민해방군(독일어: 29. Waffen-Grenadier-Division der SS „RONA“, 러시아어: Русская Освободительная Народная Армия 루스카야 오스와보디텔나야 나로드나야 아르미야[*])은 무장친위대의 척탄병 사단 중 하나로서, 1944년 1월 친위대 돌격여단 러시아 국민해방군(소위 카민스키 여단)의 여단원들로 사단을 편성하라는 하인리히 히믈러의 명령에 따라 편성되었다.
사단 편성을 계획한 당일 바르샤바 봉기가 일어나 편성 계획이 연기되었고, 카민스키 여단이 봉기 진압에 투입된 와중 여단장 브로니슬라프 카민스키가 살해되었다. 여단의 주축이던 카민스키가 사라지자 여단은 와해되었고, 여단을 사단으로 확대하는 계획은 취소된다. 이후 사단 번호 29번은 제29SS무장척탄병사단(제1이탈리아)이 사용하게 된다.

## 같이 보기
- 독일 국방군의 사단 목록
- 무장친위대 계급 및 표장